# Диллинджер и Капоне
«Ди́ллинджер и Капо́не» — американский фильм, снятый в жанре боевика, в основу которого положена популярная среди народа легенда о том, что преступник Джон Диллинджер уцелел после облавы, устроенной на него агентами ФБР.

## Сюжет
Известный грабитель банков Джон Диллинджер по официальной версии был убит 22 июля 1934 года агентами ФБР при выходе из кинотеатра после того, как о его местонахождении сообщила его подруга. В соответствии же с сюжетом фильма Диллинджер остался в живых, поскольку был убит его младший брат Рой, очень похожий на него. Джон скрылся и завязал с криминалом.
Прошло пять лет. Теперь у него есть ферма, любимая жена Абигаль и пасынок Сэм. Однако услуги Диллинджера потребовались Аль Капоне, которого только что выпустили из тюрьмы. Капоне потерял влияние и постепенно сходит с ума, ему срочно необходимо достать крупную сумму денег, спрятанную в недоступном теперь ему помещении. Его подручные берут в заложники семью Диллинджера, заставляя того выполнить эту работу. Вдобавок ко всему по пятам Джона следуют двое агентов ФБР, так и не поверивших, что тот был убит.

## В ролях
- Мартин Шин — Джон Диллинджер
- Ф. Мюррей Абрахам — Аль Капоне
- Кэтрин Хикс — Абигаль
- Майкл Оливер — Сэм
- Стивен Дэвис — Сесиль
- Саша Дженсон — Билли
- Дон Страуд — Джордж
- Джеффри Комбс — Гилрой
- Берт Ремсен — Уизи
- Майкл С. Гвин — Перкинс
- Тайм Уинтерс — Илай

## Съёмочная группа
- Режиссёр: Джон Парди
- Продюсер: Роджер Кормэн, Майк Эллиот
- Сценарист: Майкл Драксмэн
- Композитор: Дэвид Вурст, Эрик Вурст
- Оператор: Джон Б. Аронсон